# 多利什內扎盧奇恰
48°24′29″N 25°31′1″E / 48.40806°N 25.51694°E
多利什內扎盧奇恰（烏克蘭語：Долішнє Залуччя），是烏克蘭西部的村莊，隸屬伊萬諾-弗蘭科夫斯克州的科洛梅亞區。該村始建於1441年，面積364.1平方公里，2001年人口1,843，人口密度每平方公里142.2人。